# Johannes Hielm
Johannes Hielm, född 20 oktober 1712 i Dädesjö socken, Kronobergs län, död 20 maj 1756 i Barnarps socken, Jönköpings län, var en svensk kyrkoherde i Barnarps socken.

## Biografi
Johannes Hielm föddes 20 oktober 1712 i Dädesjö socken. Han var son till kyrkoherden Andreas Hielm och Brita Holmingia. Hielm blev elev vid Växjö skola 1720 och stundet i Lund 1732. Han dispituerades 1735 med "de vaticinio Jacobis, Gen. 49.:10 (pres. J. C. Ruda) och 1737 med "de alphabeto naturæ rationalis" (pres. N. Lagerlöf). Hielm tog magistern 1738 (ultimaus och gratist vid promotionen) och prästvigdes 23 oktober 1739. År 1742 blev han gymnasieadjunkt i Växjö och 1743 lektor i filosofi på Visingsö. 1749 blev Hielm kyrkoherde i Barnarps församling. Han avled 20 maj 1756 i Barnarps socken.
Hielm parenterade över drottning Ulrika Eleonora på svensk vers 1742 och över freden med Ryssland 1743.

### Familj
Hielm gifte sig 25 januari 1743 med Susanna Flachsenia (1717–1756). Hon var dotter till kyrkoherden Jacob Flachsenius i Rydaholms församling och Catharina Lund. De fick tillsammans barnen Andreas (1744–1785), Jacob (1746–1794), Brita Christina (född 1748), Maria Elisabet (född 1751), Erik Gustaf (1753–1808) och Jonas (född 1756).